# 村田泰隆
村田 泰隆（むらた やすたか、1947年（昭和22年）5月30日 - 2018年（平成30年）9月28日）は、村田製作所2代目代表取締役社長。同社の創業者である村田昭の長男。蝶の研究者、写真家としても知られる。

## 経歴
- 1972年（昭和47年） - ニューヨーク大学数理統計学科卒業
- 1973年（昭和48年） - 村田製作所入社[1]、可変商品部長
- 1979年（昭和54年） - 福井村田製作所専務取締役、村田製作所取締役
- 1982年（昭和57年） - 村田製作所専務取締役
- 1989年（平成元年） - 村田製作所取締役副社長、代表取締役
- 1991年（平成3年） - 村田製作所代表取締役社長[1]
- 2007年（平成19年） - 村田製作所代表取締役会長[1]
- 2008年（平成20年） - 藍綬褒章受章[2]
- 2009年（平成21年） - 村田製作所相談役[1]
- 2018年  (平成30年)  - 死去　71歳没

## 著作
- 『夢蝶美』（保育社　ISBN 4-586-18027-7　1992年（平成4年）10月）
- 『チョウのいる風景 村田泰隆写真集』　（保育社　ISBN 4-586-18031-5　1996年（平成8年）3月）
- 『飛ぶ宝石 蝶の情景』（写真:村田泰隆、文:奥本大三郎　集英社　ISBN 4-08-532058-0　2001年（平成13年）3月）